# ラジャ・クニン
ラジャ・クニン（Raja Kuning, タイ語：ราฌา กูนิง, ? - 1651年）は、パタニ王国の女王（在位：1635年 - 1651年）。
ラジャ・クニン（黄色の女王）の治世の初め、日本から悪い知らせが届いた。1635年江戸幕府はすべての日本人の出国と帰国を禁止したのである。朱印船貿易は完全に停止され、日本は本格的な鎖国の時代に入った。パタニにも在留日本人がいたが、帰国できないまま、異国の地に取り残されている。ただ、オランダ人や日本人が来航しなくなっても、パタニにはマレー人、イスラム教徒、少なくなったとはいえ中国人の商船は依然として来航しており、女王はパタニ河の河口を浚渫するなどして、パタニの交易港としての地位を保持しようとした。
ラジャ・クニンは園芸と交易が趣味としていた。王家の庭園で美しい花や野菜を栽培して販売し、それで王家の日々の入用を賄っていた。またパタニはこれまで交易の場を提供するだけで、自ら交易に従事することはなかったが、ラジャ・クニンはパタニ王家としては初めて交易船を所有し、海外諸国との交易も行った。
アユタヤ王朝と対立した前女王と違って、ラジャ・クニンは1641年アユタヤを訪問してプラーサートトーン王と会見した。パタニの史料ではプラーサートトーン王は今後パタニに介入しないことを約束したとされるが、この訪問はアユタヤの力の増大、パタニの相対的な衰退を示すものかもしれない。
夫のトレンガヌ王は女王の配偶者としてパタニに住み、女王を補佐していた。交易港をもつパタニの方がトレンガヌよりもはるかに重要だったからである。しかし、カン・ディ・ベルタン・ムーダ・ジョホールはある時女王の家臣である美しい女性と不倫の恋に落ちたので、パタニに居られなくなり、実家のジョホールへ帰った。
1651年パタニの南隣にあるクランタンのラジャ・サクティがパタニでクーデターを起こし、女王を追放した。ラジャ・クニンはジョホールへ逃れる途中海岸で死亡した。ラジャ・クニンに子はなく、女王が崩御するとパタニ王家は断絶した。王家の血を引くラジャ・バカールが一時パタニ王国王となるが、ラジャ・バカールも間もなく亡くなり、パタニではクランタンの王子をパタニ王に擁立し、ラジャ・マス・クランタンとした。